# Municipio de West Newman
El municipio de West Newman (en inglés: West Newman Township) es un municipio ubicado en el condado de Nance en el estado estadounidense de Nebraska. En el año 2010 tenía una población de 66 habitantes y una densidad poblacional de 0,9 personas por km².

## Geografía
El municipio de West Newman se encuentra ubicado en las coordenadas 41°18′2″N 98°1′52″O / 41.30056, -98.03111. Según la Oficina del Censo de los Estados Unidos, el municipio tiene una superficie total de 73.12 km², de la cual 69,44 km² corresponden a tierra firme y (5,04 %) 3,68 km² es agua.

## Demografía
Según el censo de 2010, había 66 personas residiendo en el municipio de West Newman. La densidad de población era de 0,9 hab./km². De los 66 habitantes, el municipio de West Newman estaba compuesto por el 98,48 % blancos, el 1,52 % eran de otras razas. Del total de la población el 4,55 % eran hispanos o latinos de cualquier raza.